# Немоевский, Вацлав
Вацлав Юзеф Немоевский герб Верушова (пол. Wacław Józef Niemojowski; 26 августа 1865, Вроцлав, Пруссия — 14 декабря 1939, Мархвач, Третий рейх) — помещик Калиски, внук Бонавентуры Немоевского.

## Биография
Вацлав Немоевский родился 26 августа 1865 в Вроцлаве. В 1900–1910 годах он был президентом Калишского сельскохозяйственного общества. В 1917 году он стал коронным маршалом (председателем) Временного Государственного Совета Польского Королевства. В 1917 году он возглавлял исполнительное управление временного государственного совета. С 1918 года он был связан с консервативным национально-христианским движением, в 1925 году стал президентом организации монархистов в Познани, в 1926 году — председателем Верховного Совета польских монархистов. В 1927 году Вацлав Немоевский ушел из общественной жизни. Он был последним владельцем семейного имения в Марчеваче, которое находилось в немоевских руках с 1819 года.